# 大樽の滝
大樽の滝（おおたるのたき）は、高知県高岡郡越知町山室字大樽にある滝。日本の滝百選に選定されている。

## 概要
仁淀川の支流の大桐川水系大樽谷川水域にある。4億年以上前の花崗岩（三滝花崗岩）で形成された岩肌を流れ落ちている。落差は34メートル。滝の位置する標高が225メートルと低い場所にあることを特徴とする。
滝の名は大きな樽の水を撒いたように豪快に流れ落ちることに由来する。滝の上部には囲炉裏ヶ淵、中樽、上樽などの淵が点在し悲恋物語など伝説が残っており、囲炉裏ヶ淵には大蛇が棲んでいたとの伝承もある。
1934年（昭和9年）には牧野富太郎が横倉山での植物採取会指導で訪れている。
1956年（昭和31年）に横倉山県立自然公園の一部に指定された。滝の直下には橋が架けられており、ここから滝を眺めることが出来る。滝の前には「大樽自然塾」というログハウスが建っており有料で貸し出されている。

## アクセス
- 車で高知自動車道伊野ICより約35分。国道33号を松山市方面に向かい越知市街地より南西に約1.5キロメートル。駐車場あり。駐車場より約500メートル（徒歩約15分）。

## 周辺情報
- 安徳水（名水百選）
- 横倉山
- 青山文庫